# Charro!
Charro! är en västernfilm från 1969 med Elvis Presley i huvudrollen. Det är den enda Elvis-film där han inte sjunger under filmens gång, men Presley sjunger titelsången "Charro" under den tid som förtexterna rullar. Det är även den enda film där Presley bär skägg.

## Bakgrund
Huvudrollen erbjöds först till Clint Eastwood, men han tackade nej. Filmen hade ett flertal arbetstitlar som till exempel "Jack Valentine" och "Come Hell or Come Sundown". Presley såg filmen som ett seriöst försök att rädda sin filmkarriär, då filmen inte innehöll några sånger. Från början innehöll filmen en del våldsscener samt ett fåtal scener med lättklädda kvinnor, men de flesta av dessa scener plockades bort när den slutgiltiga klippningen skedde, såvida de alls hade filmats. Filmen blev Presleys enda på filmbolaget National General Pictures.

## Handling
Filmen handlar om Jess Wade, en ensam cowboy som lämnat det kriminella livet bakom sig. Men när han kommer tillbaka till sin "hembygd" för att träffa en kvinna, möter han sina gamla kumpaner. Det visar sig att de har stulit en mycket dyrbar kanon och den person som har beskyllts för detta är Jess. Men nu är frågan: kommer polisen att hinna ikapp honom? Och kommer hans polisvän att tro på hans oskuld?

## Budget
Filmens budget låg på 1,5 miljoner dollar och Presley fick 850 000 dollar för sin roll.

## Soundtrack
Då filmen innehöll endast en sång, titelsången "Charro", så släpptes inget soundtrack. "Charro" inkluderades som b-sida på singeln "Memories", och den spelades in den 15 oktober 1968 i Samuel Goldwyn Studio i Hollywood.  
Ytterligare en sång spelades in vid detta tillfälle, nämligen "Let's Forget About the Stars",  men den kom inte med i den slutgiltiga filmen. Den släpptes i stället på budgetskivan "Let's Be Friends" utgiven på RCA Camden 1970.